# Fermín Vélez
Fermín Vélez, född den 3 april 1959, död den 31 mars 2003, var en spansk racerförare.

## Racingkarriär
Vélez blev världsmästare för förare i C2-klassen i Sportvagns-VM 1987, vilket tillsammans med två segrar i Sebring 12-timmars var hans främsta merit som racerförare. Han ställde även upp i Indy 500 två gånger. Hans bästa placering i ett Indy Racing League-race var en nionde plats i Orlando Indy Racing League 1997. Vélez avled 2003 i cancer.